# 블라도 부치코프스키

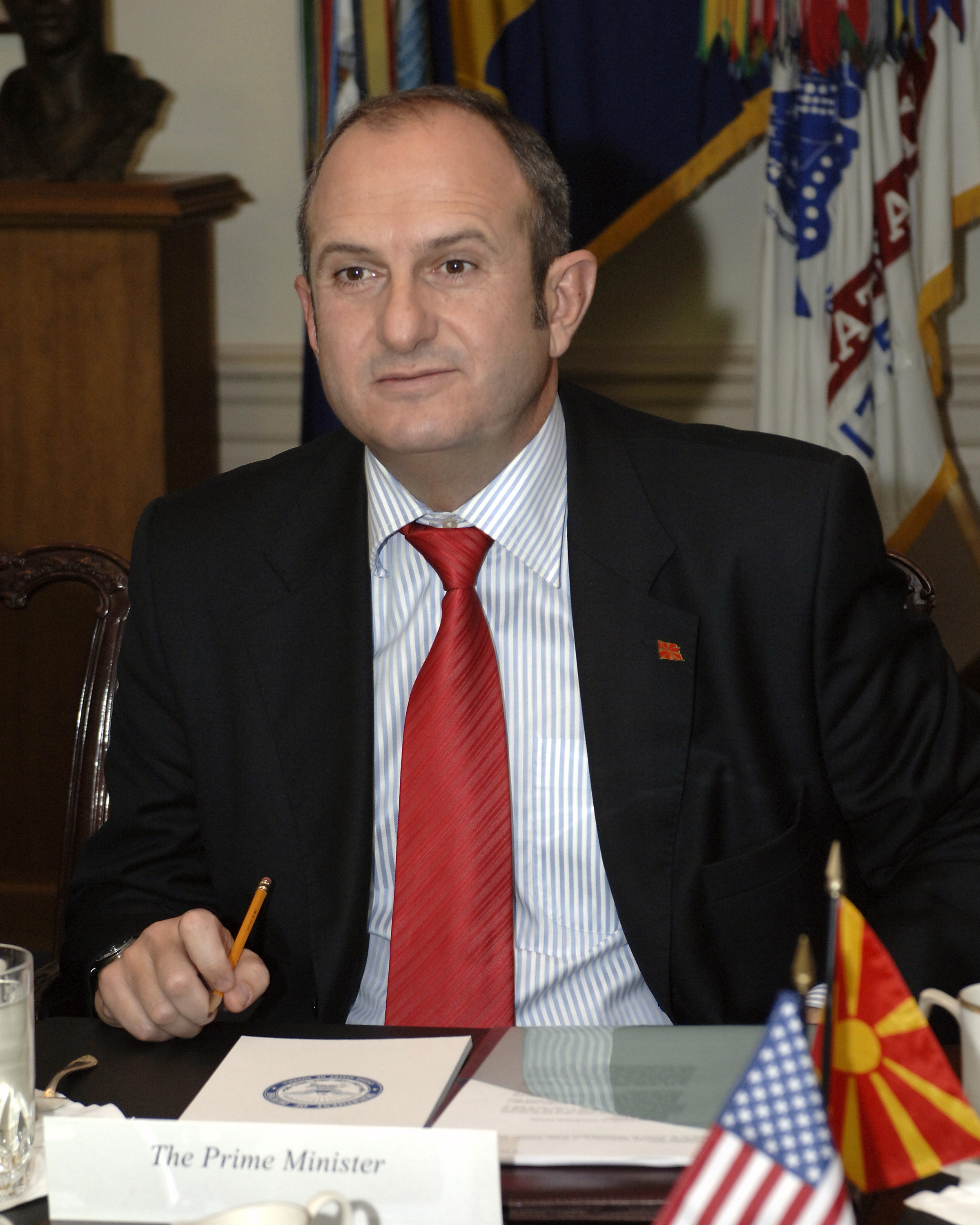
블라도 부치코프스키

블라도 부치코프스키(마케도니아어: Владо Бучковски, 1962년 12월 2일 ~ )는 북마케도니아의 정치인으로 전 총리이다. 2004년 12월 15일 북마케도니아 국회의 표결 과정을 거쳐 총리로 선출되었다. 2001년 5월부터 11월까지, 2002년 12월부터 2004년 12월까지 국방부 장관을 지냈다. 마케도니아 사회민주연합(SDSM)의 전 대표였으며, 2006년 총선에서 SDSM이 중도우파 성향의 내부 마케도니아 혁명 기구-마케도니아 국민통합민주당(VMRO-DPMNE)에 패한 이후 대표직은 라드밀라 셰케린스카로 교체되었다.
2008년 12월 9일, 국방부 장관 시절이던 2001년 마케도니아 공화국 분란 당시 권력 남용 혐의로 기소되어 징역 3년 6개월 형을 선고받았다.